# Yung Rapunxel
«Yung Rapunxel» —en español: «Joven Rapunxel»— es una canción de géneros industrial y hip house,  interpretada por la rapera estadounidense Azealia Banks, contiene un sample de la canción "No More Drama" de la cantante Mary J. Blige y es el segundo sencillo de su álbum Broke With Expensive Taste.

## Portada
El 9 de marzo, la portada de "Yung Rapunxel" fue revelada por Banks a través de su cuenta de Twitter, la portada consiste en una toma de la cara de Azealia gritando, en blanco y negro, en vez de ojos posee "bocas abiertas" mientras podemos apreciar en letras #YUNGRAPUNXEL. 

## Comentarios de la crítica
"Yung Rapunxel" ha recibido elogios de la crítica, y muchos señalado una desviación importante en el trabajo previo de Banks. Spin's Marc Hogan escribió que la canción "parece como una reinvención para ella, a pesar de que no tiene un ritmo definido ni frases memorables...Por último, añadió que al fin Banks ha dejado el estilo de sirena punk atrás para ir a donde ella ha pertenecido desde siempre, otra galaxia ". Michael Depland de MTV cree que en la canción es una auténtico hip-house banger, Azealia hace sus rimas hábilmente sobre un ritmo de witch pop".

## Vídeo musical
El rodaje del vídeo comenzó el 22 de febrero de 2013 y se extendió hasta marzo del mismo año.
El vídeo oficial fue publicado el 26 de abril de 2013 y fue dirigido por el artista visual Jam Sutton.
El vídeo consiste en varias escenas que no llevan un orden cronológico, con escenas en color y en blanco y negro, búhos, neblina, altercados con policías, bocas que remplazan los ojos de Banks, y numerosas referencias illuminatis.

## Posicionamiento en listas
| Lista (2013)                   | Mejor Posición |
| ------------------------------ | -------------- |
| Australia (ARIA Urban Chart)   | 25             |
| Reino Unido (UK R&B Chart)     | 30             |
| Reino Unido (UK Singles Chart) | 152            |